# Polylatrie
Polylatrie (von altgriechisch πολύς polýs „viel“ und altgriechisch λατρεία latreía, deutsch ‚Gottesdienst‘)  beschreibt die kultisch-religiöse Verehrung einer Vielzahl von Gottheiten und transzendenter Mächte. Die Polylatrie steht der Monolatrie gegenüber. Der Begriff  „Latrie“ leitet sich vom altgriechischen λατρεία, latreía ab und steht von seiner Wortherkunft in Verbindung mit dem Wort für  Dienstbarkeit oder auch Knechtsdienst.
Die Polylatrie ist die aktive rituelle Verehrung mehrerer  Gottheiten. Der Begriff „Polytheismus“ hingegen legt den Fokus auf den Glaube an die Existenz vieler Götter.  Nach Rüpke (2007) geht es in der „latreiologischen Perspektive“ um die Legalität der Verehrung oder Anbetung eines oder mehrerer Gottheiten. In der „ontologischen Perspektive“ geht es um die grundsätzlichen Fragen nach der Existenz und dem Wesen der Gottheiten, die durch die Begriffe Monotheismus und Polytheismus beschrieben werden.
Für die Entwicklung des jüdischen Glauben führte Rainer Albertz für die frühmonarchische Zeit im Tanach insgesamt 61 verschiedene theophorische Namen auf, von denen etwa ein Drittel eine Beziehung zu einer identifizierten Gottheit aufwies, hiervon wiederum in der Mehrzahl zu „El“, gleichviel zu „JHWH“, weniger zu „Baal“ und zu einem geringen Prozentsatz zu „alten Epitheta“. In der spätmonarchischen Zeit (im Davidisch-salomonischen Großreich der frühen Eisenzeit), veränderten sich die Befunde stark; von 57 verschiedenen theophorischen Namen hielten die Mehrzahl eine Beziehung zu „JHWH“, eine geringere Anzahl zu „El“ und in einer noch geringeren Zahl konnte „alte Epitheta“ identifiziert werden. Nach Albertz konnten israelitische Familien während des größten Zeit der vorexilischen Zeit (vergleiche Babylonisches Exil) andere Gottheiten anstelle von oder neben Jahwe in ihren Haushaltskulten verehren. Ein Phänomen, auf dass der Propheten Jeremia noch im späten siebten Jahrhundert vor der Zeitrechnung (700 v. Chr.) hinwies, indem er die Judäer beschuldigte, sich für ihre privaten Bedürfnisse an fremde Gottheiten zu wenden, während sie Jahwe in kollektiver Not um Hilfe riefen (Jer 2,27 , Jer 7,17 ).
Ein Beispiel: In polytheistische Glaubenssystemen wird angenommen, dass es viele Götter oder Göttinnen gibt. Verehrt ein Polytheist nur einen dieser vielen Götter wird diese Aspekt  mit dem Begriff „Monolatrie“ beschrieben.
In der römisch-katholischen Kirche  wird gelehrt, dass es nur einen Gott gibt, aber den Gläubigen wird die Verehrung der Jungfrau Maria und der Heiligen  angeboten, was an einem polylatrischen Akt  der Religionsausübung erinnern kann.